# John Boles
John Boles (n. 31 ianuarie 1888, Fort Smith⁠(d), Arkansas, SUA – d. 16 iulie 1952, San Antonio, Texas, SUA) a fost un trăgător de tir ce a reprezentat Statele Unite ale Americii, medaliat olimpic. A participat la o ediție a Jocurilor Olimpice (1924) în care a câștigat o medalie de aur și o medalie de bronz.